# Pietro Ghedin
Pietro Ghedin (Scorzè, 21 november 1952) is een Italiaans voetbaltrainer en voormalig professioneel voetballer. Hij was het laatst actief als bondscoach van Malta.

## Spelerscarrière
Ghedin speelde voor diverse clubs in Italië waaronder Fiorentina en Lazio. In Italië is de voormalige verdediger echter niet alleen bekend vanwege zijn voetbalcarrière, maar ook om zijn betrokkenheid bij de dood van Luciano Re Cecconi, zijn teamgenoot bij Lazio. Bij het betreden van een juwelierszaak deden de twee voetballers zich als grap voor als overvallers. De juwelier herkende de twee voetballers echter niet en schoot Re Cecconi in de borststreek met een revolver. Hij overleed later in het ziekenhuis. Ghedin stak direct zijn handen in de lucht om zich over te geven en overleefde zodoende de 'grap'.

## Trainerscarrière
Nadat hij was gestopt als profvoetballer, werd Ghedin trainer van de nationale onder–18 jeugd van Italië. Dit deed hij twee jaar, waarna hij de onder–21 jeugd van Malta ging coachen. Later was hij gedurende twee jaar bondscoach van Malta, tussen 1993 en 1995 (24 duels). Deze periode werd opgevolgd door een assistentschap bij Italië onder Cesare Maldini, Dino Zoff en Giovanni Trapattoni. Na periodes bij Italië –23 en het Italiaans vrouwenvoetbalelftal keerde Ghedin in 2012 terug als bondscoach van Malta. In de eerste wedstrijd onder zijn hoede won de nationale ploeg op 2 juni 2012 met 0–2 van Luxemburg. In oktober 2017 stopte hij als bondscoach van Malta. In 48 wedstrijden onder zijn leiding werd 8 keer gewonnen, 5 keer gelijk gespeeld en 35 keer verloren.